# 王缉思

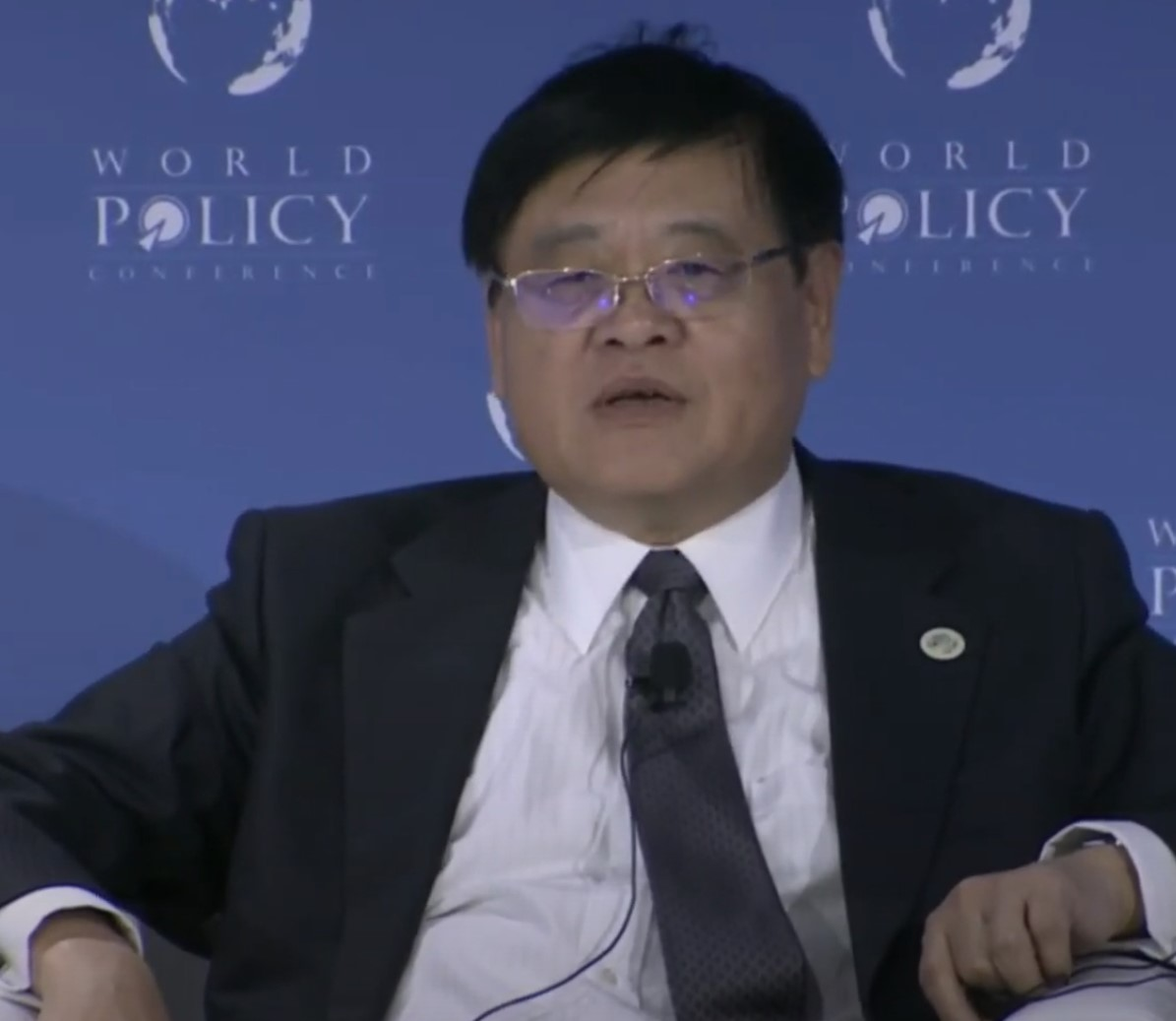
摄于2019年

王缉思（1948年11月—），中华人民共和国政治学者、国际关系专家，北京大学国际关系学院院长、博雅讲席教授。著有《国际政治的理性思考》《大国战略——国际战略研究与思考》等。2005年和2012年美国《外交政策》将其评为全球百大思想者。